# Diadema de Moñes

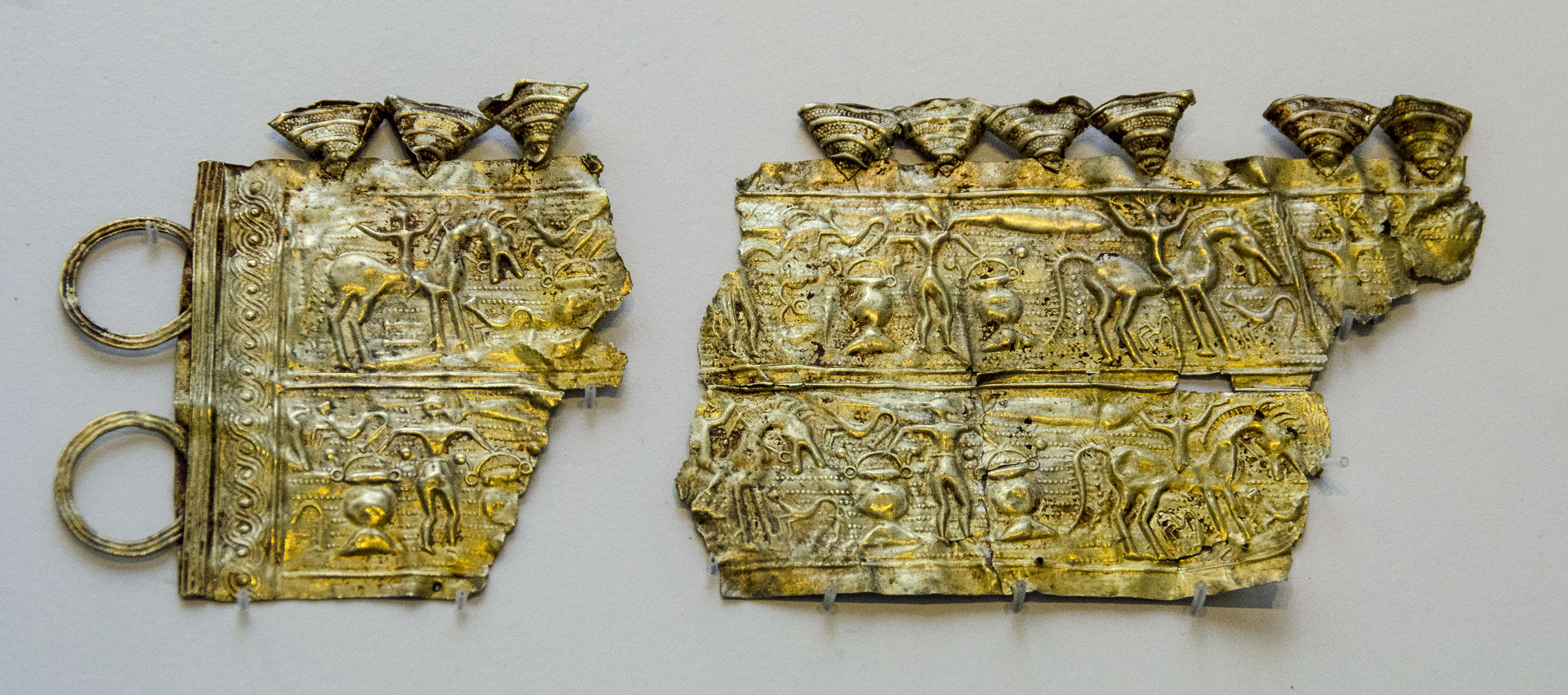
Parte do diadema de Moñes do Museu Arqueológico Nacional de Espanha

O diadema de Moñes (anteriormente de Ribadeo) é na verdade um conjunto de fragmentos de duas peças incompletas em ouro encontradas provavelmente em Moñes, no município asturiano de Piloña,  A sua decoração figurada é excecional no seio da Cultura castreja e faz dele uma peça peculiar. Poderá ter sido produzido entre os século III e I a.C. porque desconhecendo o contexto da sua descoberta, as representações não são uma indicação suficiente para atribuir uma data real de fabrico ao diadema.

## Características

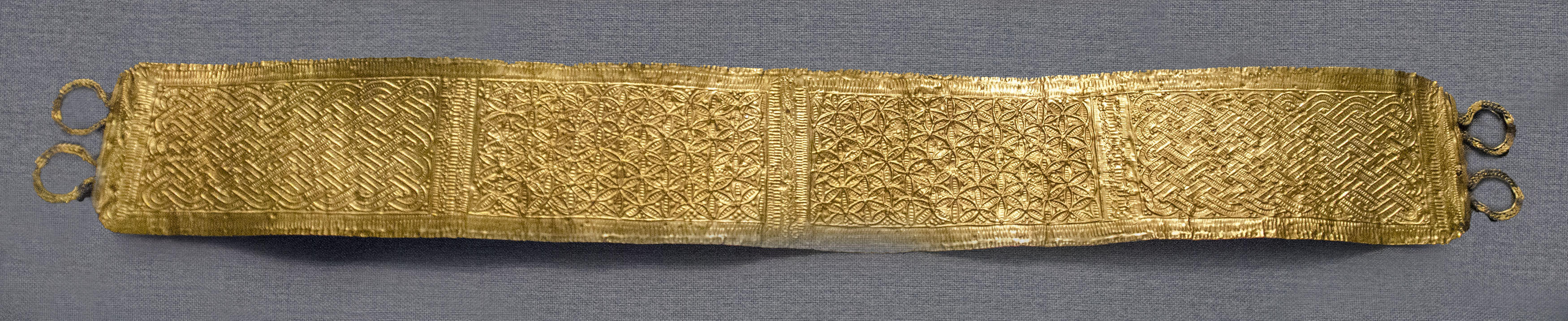
Diadema de 35,8 cm encontrado em Riba d'Eu

A peça, conhecida como Moñes I, que poderá ser dum diadema ou o ornamento dum cinturão de tecido ou couro, faz parte dum conjunto de sete peças semelhantes encontradas no norte das Astúrias e da Galiza, respetivamente no Castro de Elviña, em  Riba d'Eu (2), em Cangas de Onís, tesouro Bedoya de origem desconhecida, e de Moñes (2).
É formada por uma fina folha de ouro de 0,015 cm de espessura, retangular de 5,4 cm de largura, com pequenos cones soldados na parte superior, dividida em duas faixas horizontais de 2,2 cm com um baixo-relevo representando cenas obtidas por estampagem em que aparecem uma sucessão de guerreiros a pé com um cinturão carregando dois grandes caldeirões ou com duas lanças e a cavalo, armado com punhal e lança, com uma cetra um torque e um elmo de três penachos.
E que ilustram bem a citação de Estrabão descrevendo os guerreiros galaicos:
| “ | Têm um escudo pequeno de dois pés de diâmetro, côncavo na frente, preso [ao corpo] por correias, pois não tem manilhas nem outro tipo de pegas. Têm também um punhal ou um cutelo. A maior parte usa couraças de linho; alguns, porém, usam-nas de malha e elmos de três penachos, mas os restantes, elmos feitos de tendões. E os de infantaria têm também cnémides (botas) e vários dardos cada um; uns quantos usam ainda uma lança (as pontas são de bronze). | ” |
|   | — Estrabão III, 3, 6.. |   |

O fundo do baixo-relevo é constituído por linhas pontilhadas e paralelas simulando as águas dum rio, com aves (corvo-marinho ou garça?) a pescar peixes de diferentes tamanhos intercalados entre os guerreiros. Outros elementos isolados representados são animais, tartaruga ou rã, cabeças humanas e um pequeno cavalo sem cavaleiro. 
A peça está dividida em cinco fragmentos conservados em dois museus: o Museu Arqueológico Nacional de Espanha, em Madrid, e o Museu de Arqueologia Nacional de Saint-Germain-en-Laye, em França. 
Os dois fragmentos denominados “Moñes 2” são de mesma espessura que os precedentes e de 2,9 cm de largura,  conservados no Museu de Arqueologia Nacional de Saint-Germain-en-Laye e no Instituto de Valencia de Don Juan, em Madrid.  A temática é a mesma e são obra da mesma oficina.

## Interpretação
Na Cultura castreja além da estatutária temos muito poucas representações figurativas. Demais, o diadema de Moñes é o único artefacto da cultura castreja com um cenário, personagens contando uma historia, mitologia ou simples lenda, mas que certamente era muito conhecida na altura e facilmente interpretada por todos. Mais uma vez a temática principal é guerreira, cavaleiros e peões são armados, o que relembra as estátuas de guerreiros galaicos. O mundo animal é representado com uma espécie de cada meio, aves (ar), peixes (água), rãs (anfíbios), e cavalinho (terra). Os caldeirões implicam um ritual. O simbolismo desta cena é debatido, segundo alguns autores trata-se da representação duma procissão guerreira, 
do culto dos rios ou de Nabia,ou enfim teria uma relação com a vida após a morte, em que o caldeirão é um símbolo de regeneração, e o rio uma via para o além. Tema duma placa do caldeirão de Gundestrup .

## Proveniência
Existe alguma controvérsia sobre sua origem. A única certeza é que foi descoberto em antes de 1868. Alguns autores, como P. Bosh-Gimpera apontaram como origem o castro de Grobas, em Riba d’Eu outros indicaram San Martín de Oscos no entanto J. Somoza amigo do colecionador Soto Cortés, que comprou um fragmento, aponta, Moñes desde 1908.